# Elecciones parlamentarias de la Polinesia Francesa de 2023
Las elecciones parlamentarias se llevaron a cabo en la Polinesia Francesa el 16 de abril de 2023, la primera vuelta y el 30 de abril de 2023 la segunda vuelta.

## Sistema electoral
Los 57 miembros de la Asamblea de la Polinesia Francesa son elegidos por escrutinio proporcional plurinominal de dos rondas, con una prima mayoritaria. El país es una circunscripción única cuyas comunas se componen de ocho subdivisiones llamadas secciones, cada una con una prima mayoritaria de 1 a 4 asientos según su población para un total de 19 asientos "premium".
Cada lista presenta 73 candidatos en las ocho secciones. Cada lista está compuesta alternativamente por un candidato de cada sexo. En la primera ronda, la lista que recibió una mayoría absoluta de votos en su sección recibe la bonificación mayoritaria, luego los escaños restantes se distribuyen proporcionalmente entre todas las listas que han cruzado el umbral electoral del 5% de los votos según el método de votación. Si ninguna lista obtiene más del 50% de los votos emitidos, se lleva a cabo una segunda ronda entre todas las listas, que hayan obtenido 12.5% o más de los votos, y aquellos que obtuvieron entre el 5% y el 12.5% pueden fusionarse con las listas si pasaron el 12.5%. La lista principal obtiene la bonificación mayoritaria y los asientos restantes se distribuyen proporcionalmente en las mismas condiciones.